# Puncioidea
Puncioidea is een superfamilie van kreeftachtigen uit de klasse van de Ostracoda (mosselkreeftjes).

## Families
- Coronakirkbyidae Kozur, 1985 †
- Punciidae Hornibrook, 1949